# V838 Monocerotis
V838 Monocerotis (skrót V838 Mon) – gwiazda zmienna znajdująca się w gwiazdozbiorze Jednorożca. Została odkryta w styczniu 2002 roku przez astronoma amatora.

## Właściwości fizyczne

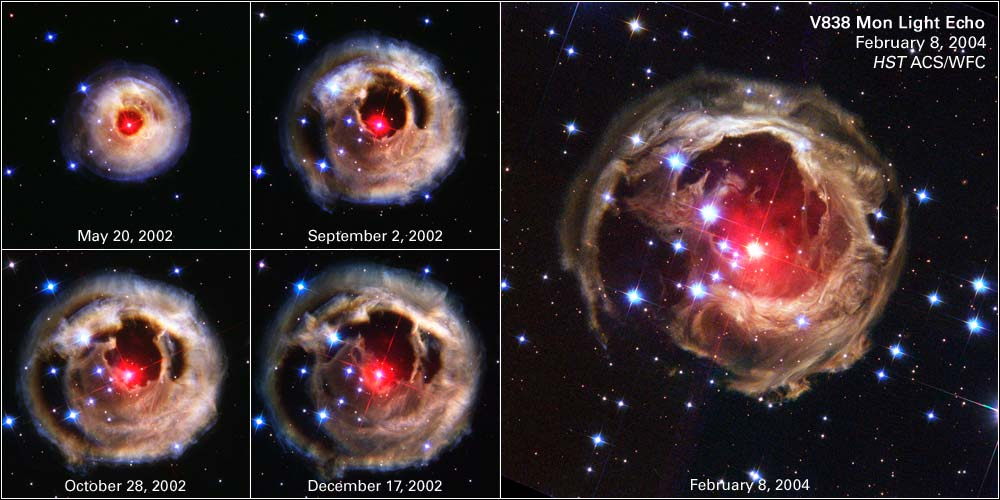
Obraz przedstawia ekspansję świetlnego echa V838 Monocerotis do 2004 r. (NASA/ESA)

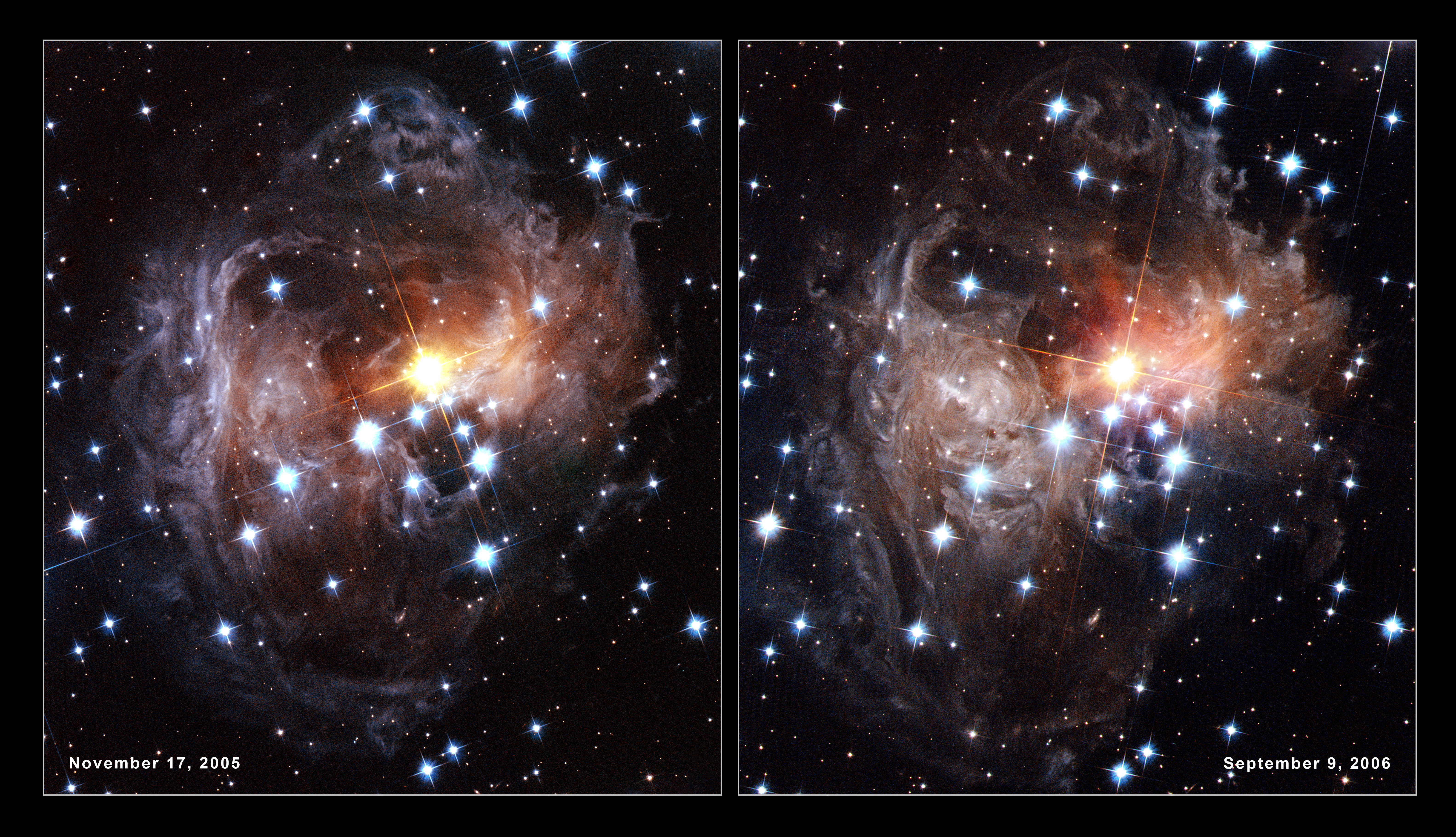
Dalsza ekspansja świetlnego echa V838 Mon – lata 2005 i 2006 (HST)

V838 jest jedną z bardziej interesujących gwiazd Drogi Mlecznej, choć szczegóły jej natury nie zostały jeszcze do końca zrozumiane. Gwiazda ta jest położona na obrzeżach naszej Galaktyki. Uważa się, że całkiem niedawno opuściła ona ciąg główny, stając się czerwonym nadolbrzymem. Zazwyczaj proces taki trwa setki lub nawet tysiące lat, jednak w wypadku V838 Mon proces ten trwał zaledwie kilka miesięcy. W styczniu 2002 roku, gdy gwiazda ta po raz pierwszy gwałtownie pojaśniała, stała się 600 000 razy jaśniejsza od Słońca. Miesiąc później zaobserwowano kolejne pojaśnienie, gdy jasność gwiazdy wzrosła w ciągu jednego dnia 10 000 razy, z około 11-12m do 6,5m. Po raz ostatni gwiazda zwiększyła jasność w marcu 2002 roku w ciągu kilku dni z 9 na 7,5m.
Energia, która została wyemitowana w trakcie wybuchów gwiazdy, rozświetliła i uwidoczniła otoczki wcześniej odrzuconej materii.
W kwietniu 2002 blask gwiazdy przygasł, jednak jego pozostałości w dalszym ciągu docierają do Ziemi, mimo upływu kilkunastu lat od wybuchu. To niespodziewane opóźnienie jest wynikiem odbijania światła gwiazdy przez rozszerzające się skorupy szczątków wyrzuconych podczas wcześniejszych wybuchów.
Na temat nietypowego zachowania gwiazdy powstało wiele teorii. Najbardziej prawdopodobną z nich i obecnie najczęściej przyjmowaną jest, że była to tzw. nowa czerwona powstała w wyniku połączenia się ze sobą dwóch gwiazd.